# Xã Massilon, Quận Wayne, Illinois
Xã Massilon (tiếng Anh: Massilon Township) là một xã thuộc quận Wayne, tiểu bang Illinois, Hoa Kỳ. Năm 2010, dân số của xã này là 172 người.